# لئو (فیلم ۲۰۰۲)
لئو (انگلیسی: Leo) یک فیلم درام بریتانیایی-آمریکایی محصول سال ۲۰۰۲ به کارگردانی مهدی نوروزیان با بازی الیزابت شو، جوزف فاینز، دنیس هاپر و سم شپرد است.